# Квартиль наукового журналу
Квартиль наукового журналу — міра «значущості» наукового журналу всередині наукометричної бази.
Усі журнали в певній наукометричній базі поділяються на чотири групи за їхнім рівнем імпакт-фактора. До першого квартиля включають журнали з найбільшими імпакт-факторами в категорії, до останнього — четвертого квартиля — журнали з найнижчими.
Позначення: Q1, Q2, Q3 і Q4.
На основі своїх рейтингів журнали можуть переміщатися з одного квартиля до іншого після кожного перерахунку результатів цитування того чи іншого року.
Журнали можуть мати різні квартилі в різних наукометричних базах.
Дізнатися квартиль журналу можна за допомогою ресурсів «SCImago Journal and Country Rank» (Scopus) або «Journal Citation Reports» (Web of Science). Обидві платформи ділять усі видання за категоріями. Кожен журнал може входити в декілька категорій, всередині яких він отримує свій показник квартиля.